# Pfaffenwinkel

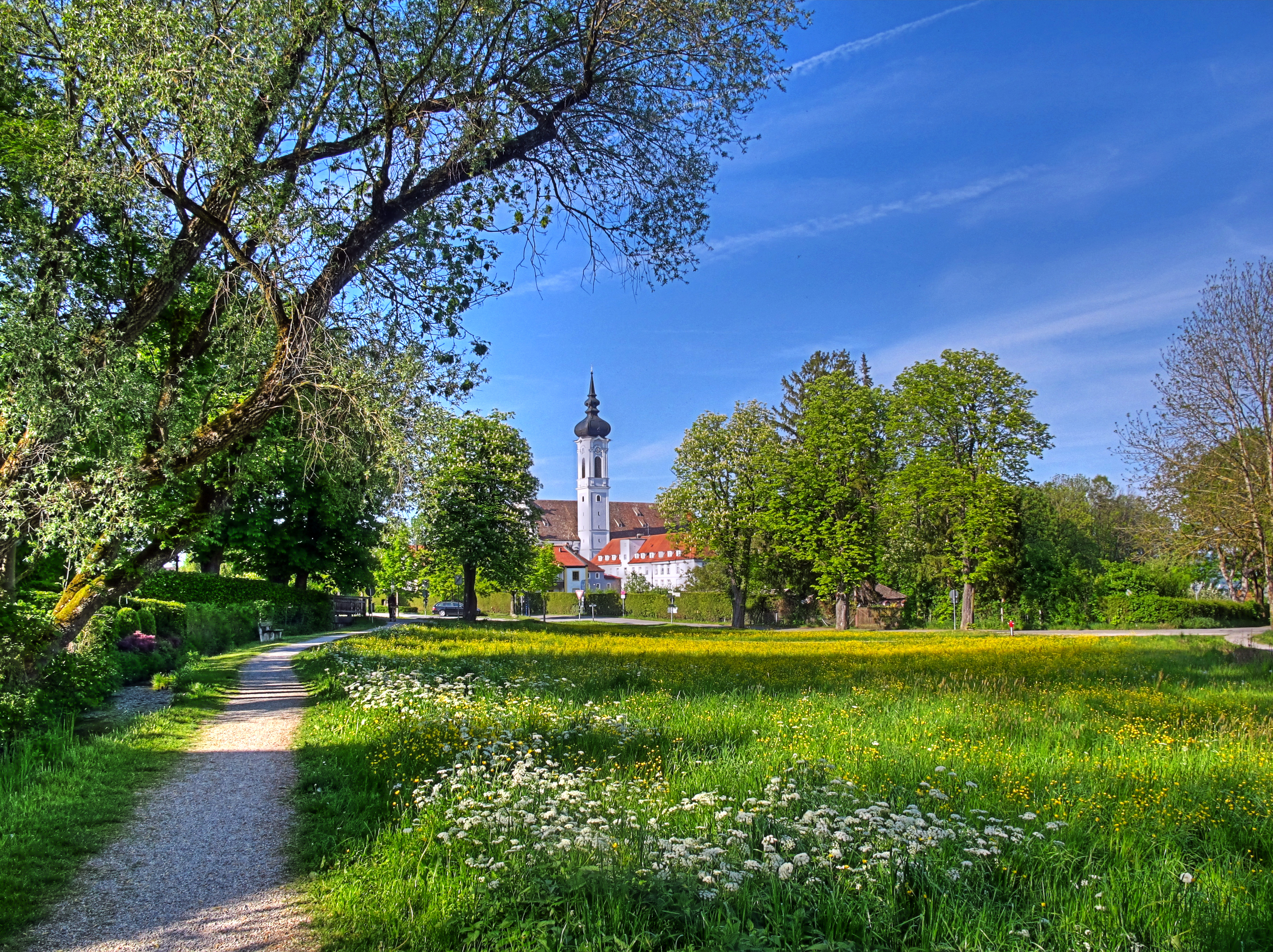
Le Pfaffenwinkel vu depuis le nord.

Le Pfaffenwinkel (le « Coin des curés » ou des « calotins ») est situé dans les Préalpes de Haute-Bavière entre les rivières Lech, Ammer et Loisach, la partie sud du lac Ammersee et l'extrêmité sud du lac de Starnberg jusqu'aux montagnes de l'Ammergau.
Le nom vient du fait que les églises et abbayes y sont plus nombreuses que partout ailleurs.
L'église de pèlerinage « Auf der Wies » (patrimoine culturel de l'UNESCO), l'église de Steingaden, l'ancienne abbatiale de  Rottenbuch, le centre de pèlerinage de Hohenpeißenberg, Altenstadt et sa basilique romane ne sont que quelques-unes des curiosités de l'art sacré. La Prière de Wessobrunn, écrite vers 814 en ancien haut-allemand, est le texte allemand le plus ancien qui ait été conservé et marque en quelque sorte le début de la littérature allemande.
L'altitude particulièrement favorable de 500 m à 900 m donne un climat véritablement idéal.
La situation centrale du Pfaffenwinkel en fait un point de départ idéal pour faire des excursions dans les environs proches ou plus éloignés, Munich, Garmisch-Partenkirchen, les châteaux construits par le roi Louis II de Bavière de Neuschwanstein, Hohenschwangau et Linderhof.